# Mahōjin Guru Guru
Mahōjin Guru Guru (jap. 魔法陣グルグル) ist ein Gag-Manga von Hiroyuki Etō, der zwischen 1992 und 2003 erschien, seit 2012 eine Fortsetzung erfährt und ebenfalls mehrfach als Anime adaptiert wurde.

## Inhalt
Die Serie erscheint als Parodie auf frühe Computer-Rollenspiele der neunziger Jahre wie etwa die Dragon-Quest-Serie. Diese zeichneten sich durch immer gleiche Elemente aus, wie sie auch in der Serie erscheinen: kinderartige Helden, Monster, verschiedene Waffen und Zaubersprüche, Erzähler und Info-Boxen. Zudem ist die Geschichte wie ein Spiel aufgebaut – mit einem Hauptziel der Helden (den bösen Giri besiegen) und zahlreichen Nebenquests.
Die Helden sind der junge Nike, der von seinem Vater Bado zu einem Helden erzogen wurde, sowie das Zaubermädchen Kukuri, das von einer alten Hexe aufgezogen wurde.

## Veröffentlichung
Mahōjin Guru Guru wird von Hideyuki Etō gezeichnet und erschien zwischen Juli 1992 (Ausgabe 8/1992) und August 2003 (Ausgabe 9/2003) im Magazin Shōnen Gangan des Verlags Enix, später Square Enix. Die einzelnen Kapitel wurden auch in 16 Sammelbänden (Tankōbon) zusammengefasst. 2014 erfolgte eine Neuausgabe (shinsōban) in acht Bänden.
Seit dem 1. November 2012 läuft im Online-Magazin Gangan Online die Fortsetzung Mahōjin Guru Guru 2 (魔法陣グルグル2) als Webmanga. Von diesen erschienen bisher (Stand: April 2015) auch drei Sammelbände.
Daneben erschienen noch weitere Bücher, wie ein Anime-Comic in fünf Bänden zum Film, Artbooks und Bilderbücher zu den Animes, darunter eine Reihe in 10 Bänden (講談社のテレビ絵本 魔法陣グルグル, Kōdansha no Terebi Ehon: Mahōjin Guru Guru).

## Anime
Von Nippon Animation stammen mehrere Adaptionen der ersten Mangareihe. Die erste Animeserie Mahōjin Guru Guru von Regisseur Nobuaki Nakanishi umfasste 45 Episoden und beruhte auf den Mangabänden 1 bis 4. Diese wurden vom 13. Oktober 1994 bis 14. September 1995 auf Asahi Hōsō ausgestrahlt. Die Folgen wurden auch von Sony Music auf 12 Laserdiscs und später von Bandai Visual als DVD-Box veröffentlicht.
Am 20. April 1996 erschien der 37 Minuten lange Kinofilm Gekijōban Mahōjin Guru Guru (劇場版 魔法陣グルグル) ebenfalls von Regisseur Nobuaki Nakanishi. SME Visual Works (heute Aniplex) veröffentlichte den Film auf DVD.
Vier Jahre später wurde eine zweite Serie namens Doki Doki Densetsu: Mahōjin Guru Guru (ドキドキ♡伝説 魔法陣グルグル) produziert mit einem anderen Produktionsstab unter der Regie von Jun Takagi. Diese umfasste weitere 38 Episoden und beruhte auf den Mangabänden 5 bis 11. Die Ausstrahlung erfolgte vom 4. April bis 26. Dezember 2000 auf TV Tokyo und wurde später durch Bandai Visual als DVD-Box herausgegeben.
Beide Serien wurden auch in Italien als Guru Guru – Il girotondo della magia und Guru Guru – Il batticuore della magia auf Rai 2 bezeichnet sowie die erste Serie in Mexiko als Los Caballeros de Kodai auf TV Azteca.

## Videospiele
Enix veröffentlichte am 21. April 1995 das Spiel Mahōjin Guru Guru für das Super Famicon, das genau ein Jahr später mit Mahōjin Guru Guru 2 eine Fortsetzung erhielt. Diese hat nichts mit dem gleichnamigen Manga von 2012 zu tun. Takara veröffentlichte am 28. April 1995 das Game-Boy-Spiel Mahōjin Guru Guru – Yūsha to Kukuri Daibōken (魔法陣グルグル 〜勇者とククリの大冒険〜). Das letzte Spiel war Doki Doki Densetsu: Mahōjin Guru Guru, nach der gleichnamigen Fernsehserie, für den Game Boy Color von Enix.